# Perry Lopez
Perry Lopez (New York, New York, 1931. július 22. – Beverly Hills, Kalifornia, 2008. február 14.) művészneve Julio López. Puerto Ricó-i származású amerikai filmszínész.

## Élete
Első szerepe a Creature from the Black Lagoon című horrorfilmben volt 1954-ben. 1970-ben játszott a Kelly hősei című háborús filmben is, Petukot alakítva, mely többek közt egyik ismert szerepe volt. 1974-ben az Oscar-díjas Kínai negyed című filmben Jack Nicholsonnal együtt szerepelt, a spanyol származású Lou Escobar hadnagyot játszva. A Star Trek sorozat egyik részében is láthatták a nézők 1966-ban.
1987-ben szerepelt Charles Bronsonnal a Bosszúvágy 4.-ben. 1994-ban visszavonult. Kaliforniában halt meg.

## Filmjei
- Mr. Roberts (1955)
- Csatakiáltás (1955)
- Zorro (televíziós sorozat, 1957)
- Lángoló csillag (1960)
- Kelly hősei (1970)
- Kínai negyed (film) (1974)
- Bosszúvágy – Véres leszámolás (1987)
- Tiltott dolog: Kinjite (1989)
- Cinikus hekus (1990)